# Wedge Tomb von Derrynavahagh

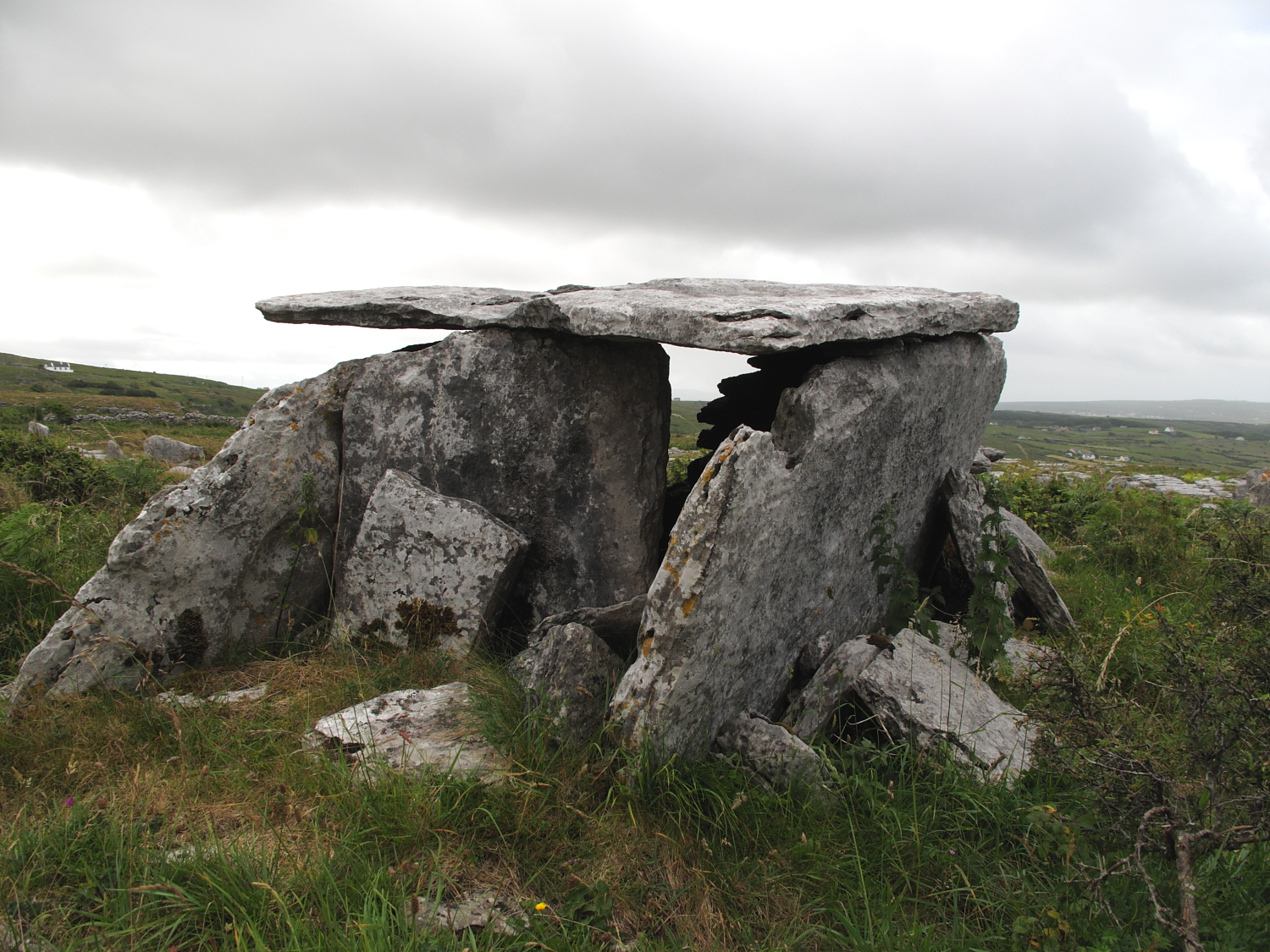
Derrynavahagh

Das Wedge Tomb von Derrynavahagh (irisch Doire na bhFathach – der Eichenwald der Riesen) ist eines der besterhaltenen im Burren im County Clare in Irland. 
Es steht auf einer Plattform an der zerklüfteten Westseite des Kamms, der sich von Gleninagh im Norden zum Corkscrew Hill im Süden erstreckt. Der Hang fällt im Westen etwa 120 m zum Caher Valley ab. Wedge Tombs (dt. „Keilgräber“, auch „wedge-shaped gallery grave“ genannt) sind doppelwandige, ganglose, mehrheitlich ungegliederte Megalithanlagen der späten Jungsteinzeit und der frühen Bronzezeit in Irland.

## Beschreibung
Die keilförmige Kammer ist im Westen am breitesten und höchsten und verengt und senkt sich nach Osten. Sie ist 3,45 m lang, am Zugang 1,7 m und am Endstein 1,3 m breit. Das partiell doppelwandige (Außen- und Innenwand) Wedge Tomb ist am Ostende geschlossen. Das Westende ist partiell durch eine halbhohe Platte verschlossen. Die südliche Innenwand der Kammer besteht aus einer großen, leicht nach innen geneigten etwa 3,3 m langen Platte. Sie ist im Westen 1,25 m und im Osten 0,65 m hoch. Der größere Teil der nördlichen Innenwand besteht aus einer massiven Platte, die etwa 1,25 m von ihrem Westende durchgebrochen ist. Die Seite ist 3,85 m lang und im Westen 1,2 m, im Osten 0,6 m hoch. Alle plattigen Steine im Derrynavahagh Komplex sind 0,15 bis 0,2 m dick.

### Außenwände
Die Außenwand im Süden steht im Abstand von 0,50 m zur Innenwand der Kammer. Sie verlängert sich beträchtlich über das Westende der Kammer hinaus. Die beiden westlichen massiven Platten überragen den Deckstein. Der westlichere Stein steht etwa 0,5 m vor dem Kammerzugang. Er ist 1,05 m lang und 1,95 m hoch. Der nächste Stein steht 0,4 m östlich, ist 1,2 m lang, und 1,6 m hoch. Die restlichen drei Steine der Außenwand sind beträchtlich niedriger und messen in der Länge (von West nach Ost) 0,40, 0,75 und 1,7 m. Im Norden der Kammer fehlt die Außenwand, aber liegende Steine weisen auf das Vorhandensein einer früheren Doppelwand in dem Bereich. Die östliche Außenwand besteht aus einem einzelnen Stein. Der Raum zwischen ihm und der Kammerwand ist durch eine steingefüllte grasbewachsene Erdmasse gekennzeichnet, die an der Innenwandplatte die maximale Höhe von 1,0 m erreicht und nach außen auf 0,6 m abfällt. Mit Ausnahme eines niedrigen Hügels südwestlich des Wedge Tombs gibt es keine weiteren Cairnreste.

### Die Innenwände
Der größere Teil der nördlichen Innenwand besteht aus einer massiven Platte, die etwa 1,25 m von ihrem Westende durchgebrochen ist. Das kleinere Stück steht nicht in Verbindung mit dem größeren Teil und kann leicht verschoben sein. Beide Steine lehnen leicht nach außen. Die gesamte Seite ist 3,85 m lang und im Westen 1,2 m, im Osten 0,6 m hoch. Ihre Oberkante fällt gleichmäßig nach Osten ab und verschwindet jenseits des Endsteins in der Cairnmasse. Parallel dazu, den nördlichen Nebenstein berührend und überlappend, befindet sich eine 0,75 m lange, 1,25 m hohe Platte. Sie scheint der gegenüberliegenden Platte auf der Südseite zu entsprechen, unterstützt aber im Gegensatz zu dieser Platte den Deckstein.
Der Weststein, der rechtwinklig zur Nordwand der Kammer angeordnet ist, ist 1,0 m lang und maximal 1,35 m hoch. Da seine südliche Seite abgebrochen ist, hat er eventuell ursprünglich einen größeren Teil des Zugangs verschlossen. Die Lücke beträgt jetzt 1,1 m. In der Mitte der Lücke befindet sich ein niedriger 0,50 m langer Schwellenstein. Seine Oberkante kann abgebrochen sein und er kann größer gewesen sein. Der Endstein im Osten ist 1,3 m lang, und 0,7 m hoch. Er ist fest zwischen die Seitensteine eingepasst.

### Decke
Der Deckstein ist 2,7 m lang, im Westen 2,25 m und im Osten 1,95 m breit. Seine Ostseite scheint abgebrochen zu sein. Die Oberseite ist teilweise von einem Stein- und Erdhaufen bedeckt, bei dem es sich möglicherweise um Reste des Cairns handeln kann. Eine 1,0 m lange, eventuell vom östlichen Rand des Decksteins abgebrochene Platte liegt in der Kammer.
Der Kammerboden ist im vorderen Bereich eben und hebt sich zum Endstein hin. Das östliche Ende der Kammer ist mit kleinen losen Steinen übersät.